# Dryopsis obtusiloba
Dryopsis obtusiloba là một loài dương xỉ trong họ Dryopteridaceae. Loài này được Holttum & P.J.Edwards mô tả khoa học đầu tiên năm 1986.
Danh pháp khoa học của loài này chưa được làm sáng tỏ. 